# Багновець південний
Багновець південний (Ammodramus humeralis) — вид горобцеподібних птахів родини Passerellidae. Поширений в Південній Америці.

## Поширення
Мешкає на луках, у відкритих полях і в саванах Південної Америки. Трапляється у Колумбії, Венесуелі, Еквадорі, Гвіані, Бразилії, Болівії, Парагваї, Уругваї та Аргентині на південь до провінції Чубут.

## Опис
Птах завдовжки 11 см. Статі схожі. Птахи мають сірі груди і черевце, крила сіруваті з чорними цятками і жовтою плямою на кожному, голова сірувата з чорними цятками і жовтою бровою, хвіст буруватий.

## Спосіб життя
Харчується насінням, іноді включає в свій раціон личинок. Будує кулясте гніздо з трав і стебел, які кладуть на землю. Самиця відкладає до 4 білих яєць.